# Oeno
Oeno és un atol de corall deshabitat de la colònia de les illes Pitcairn. És el més septentrional de l'arxipèlag i el més proper a l'illa Pitcairn, al nord-oest.
El nom Oeno és la forma llatina de la deessa grega Eno, que significa «vi». Encara que va ser descobert pel capità anglès Henderson, el 1819, porta el nom del balener nord-americà Oeno, capità George Worth, que el va visitar el 1824.

## Geografia
L'àrea total és de 5 km². L'atol està format per l'illa Oeno amb forma de vuit i el banc de sorra Sandy Island. Històricament deshabitat, s'ha mantingut intacte amb esplèndides platges de sorra, cocoters, manglars i pandanals. La llacuna és poc profunda i plena de moltes varietats de peixos. També hi ha molts ocells marins. El 1997 es van exterminar les rates per protegir els ocells.
Al nord de l'escull hi ha un estret pas a la llacuna interior. Un cop a l'any, a l'estiu, els habitants de Pitcairn viatgen a Oeno amb barques per gaudir de les platges, el bany i la pesca.

## Història
S'han produït diversos naufragis als escull d'Oeno. El més famós és el del nord-americà Wild Wave, el 1857, amb el capità Josiah Knowles. Amb una valuosa càrrega d'or que transportaven de San Francisco a Valparaíso, es van estavellar contra els esculls a mitjanit, enfonsant-se en pocs minuts. Després de vuit dies, fora de les rutes de navegació, set dels supervivents van anar amb un dels bots de salvament a l'illa de Pitcairn per estavellar-se contra els penya-segats. Es van trobar que, justament, era l'any que tots els habitants es van traslladar a l'illa Norfolk. Sense eines ni claus van construir un altre bot amb el material de les cabanes abandonades. Tres dels nàufrags van decidir quedar-se, i els altres van arribar a les Marqueses després de fer 2.000 km en quinze dies. Per fi van tenir la sort de trobar a les Marqueses un vaixell de guerra nord-americà que va rescatar la resta de nàufrags a Oeno i Pitcairn.
Formalment, Oeno no va ser possessió britànica fins al 1902, quan, per ordre del cònsol britànic a Tahití, es va hissar la bandera a les anomenades Dependències de Pitcairn.
El 1934 es va concedir una llicència a Edwin Willson per l'ocupació d'Oeno per un període de deu anys amb el propòsit de recollir «bêche-de-mer», cogombres de mar.